# Orca C113
El orca C113 es un automóvil superdepotivo que salió a la venta en 2005 creado por la compañía suiza Orca Engineering . Es el primer vehículo desarrollado por esta marca y solo se hicieron unas cien unidades. Este proyecto duró 15 años.  

## Características
El Orca  C113 pesa 850 kilogramos, tiene un motor de audi S6 con 8 cilindros en V, 40 válvulas y 4.2 litros.  Tiene una caja de cambios semiautomática de 7 velocidades y tracción posterior.  Llega a los 100 kilómetros por hora en 2,9 segundos y una velocidad máxima de 360 km/h. Los neumáticos de este vehículo son en Yokohama 245/35 R18 los delanteros y 285/30 R18 los traseros. Tiene 650 caballos de fuerza a 5400 rpm. Tiene discos de freno de carbono eln las cuatro ruedas.